# Ден Кајли
Данијел Урбан Кајли (енгл. Daniel Urban Kiley; Бостон, 2. септембар 1912 — Монтпилијер, 21. фебруар 2004) био је амерички пејзажни архитекта и један од оснивача „Харвард Револушуна“.

## Биографија
Ден Кајли је 1932. започео да похађа наставу код пејзажног архитекте Ворена Менинга. Након тога је студирао дизајн на Харварду. Посећивао је пар семинара Валтера Гропијуса (оснивача Баухауса).

## Пејзажна архитектура
Кајли је био јако инспирисан архитектом Лудвигом Мисом ван дер Роом, нарочито немачким павиљоном у Барселони. Комбиновао је стил „Rohes“ са класичним стилом Андреа ле Нотра. У његовим остварењима доминирају стриктно орежане живите. Међутим, он је такође покушао да „доведе“ врт у пејзаж.